# Пітерсбург (Нью-Йорк)
Пітерсбург (англ. Petersburgh) — місто (англ. town) в США, в окрузі Ренсселер штату Нью-Йорк. Населення — 1372 особи (2020).

## Демографія
Згідно з переписом 2010 року, у місті мешкало 1525 осіб у 616 домогосподарствах у складі 431 родини. Було 736 помешкань
Расовий склад населення:
| - 97,3 % — білих - 0,5 % — азіатів - 0,3 % — чорних або афроамериканців - 0,1 % — корінних американців |

До двох чи більше рас належало 1,4 %. Частка іспаномовних становила 1,5 % від усіх жителів.
За віковим діапазоном населення розподілялося таким чином: 21,0 % — особи молодші 18 років, 61,3 % — особи у віці 18—64 років, 17,7 % — особи у віці 65 років та старші. Медіана віку мешканця становила 45,4 року. На 100 осіб жіночої статі у місті припадало 110,9 чоловіків;  на 100 жінок у віці від 18 років та старших — 106,5 чоловіків також старших 18 років.
Середній дохід на одне домашнє господарство  становив 70 871 долар США (медіана — 53 472), а середній дохід на одну сім'ю — 82 952 долари (медіана — 73 563). Медіана доходів становила 53 375 доларів для чоловіків та 42 813 долари для жінок. За межею бідності перебувало 9,7 % осіб, у тому числі 16,7 % дітей у віці до 18 років та 10,6 % осіб у віці 65 років та старших.
Цивільне працевлаштоване населення становило 740 осіб. Основні галузі зайнятості: освіта, охорона здоров'я та соціальна допомога — 28,8 %, роздрібна торгівля — 10,1 %, виробництво — 9,7 %.